# 혼합 매체

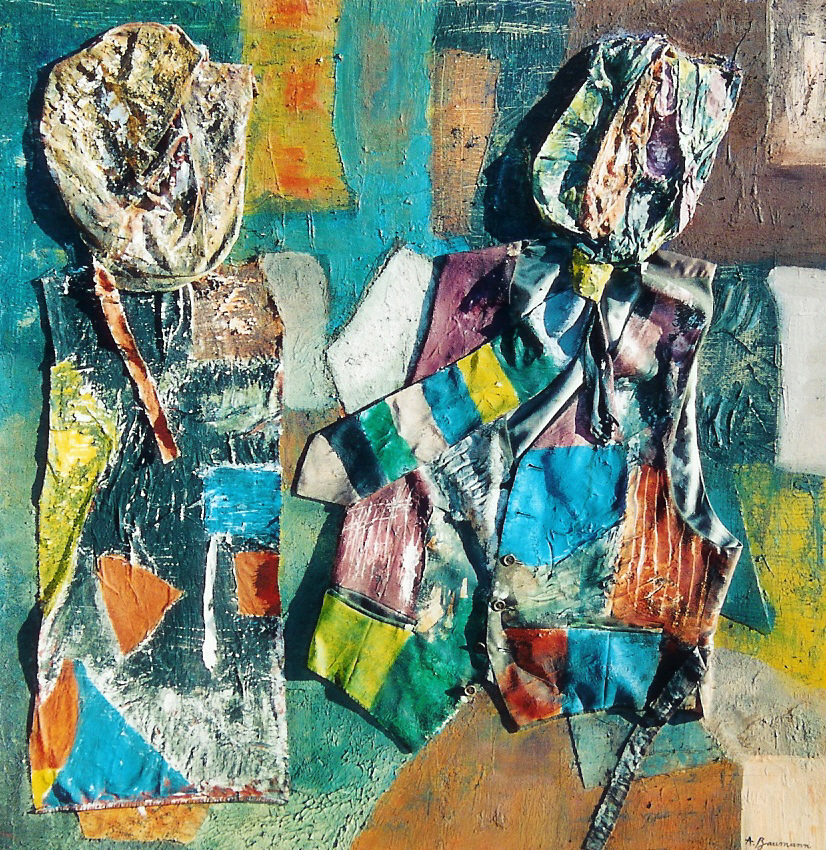
Alberto Baumann, "Inheritance of the Twentieth Century" (1980).

혼합 매체 또는 믹스트 미디어(mixed media)는 시각 예술에서 둘 이상의 매체나 재료가 사용된 예술품을 말한다. 조립, 콜라주, 조각은 다양한 매체를 사용하는 예술의 세 가지 일반적인 예이다. 혼합 매체 아트를 만드는 데 사용되는 재료에는 도료, 천, 종이, 나무 및 레디메이드 물건이 포함되지만 이에 국한되지는 않는다.
혼합 매체 아트는 시각 예술과 녹음된 사운드, 문학, 드라마, 댄스, 모션 그래픽, 음악 또는 상호 작용과 같은 비시각적 요소를 결합한 멀티미디어 아트와 구별된다.

## 같이 보기
- 콜라주
- 멀티미디어
- 미디어 아트